# Столярчук Олександр Михайлович
Олександр Михайлович Столярчук (нар. 15 червня 1979) — український футболіст, який грав на позиції нападника і півзахисника. Відомий за виступами у вищій лізі України у луцькій «Волині», грав також у найвищому дивізіоні Молдови за «Ністру» з міста Атаки.

## Футбольна кар'єра
Олександр Столярчук розпочав свою футбольну кар'єру в Ковелі виступами за місцевий аматорський клуб «Сільмаш». Перши професійним клубом Столярчука стало хмельницьке «Поділля», у якому футболіст грав протягом 2000 року. На початку 2001 року Олександр Столярчук став гравцем клубу першої ліги СК «Волинь-1» з Луцька. У другій половині сезону футболіст зіграв за луцький клуб 12 матчів, а наступного сезону, зігравши за сезон 19 матчів чемпіонату, разом із іншими товаришами по команді став переможцем турніру першої ліги. Наступного сезону Столярчук розпочав виступи за «Волинь» уже у вищій лізі, проте він зіграв лише 3 матчі у чемпіонаті України, і з початку 2003 року став гравцем команди першої ліги «Сокіл» із Золочева, за яку, щоправда, зіграв лише 3 матчі, і в другій половині 2003 року знову став гравцем «Поділля». На початку 2005 року футболіст грає за сумський клуб «Спартак-Горобина», а в 2006 році грає за польський нижчоліговий клуб «Влодавянка». Останнім професійним клубом Олександра Столярчука став клуб найвищого дивізіону Молдови «Ністру» з міста Атаки.

## Досягнення
- Переможець Першої ліги України: 2001–2002.